# Mentmore Towers
Mentmore Towers, située à Mentmore dans le Buckinghamshire, est la résidence secondaire du banquier Mayer Amschel de Rothschild construite par Joseph Paxton (créateur du Crystal Palace) au XIXe siècle dans un style jacobéen. Hannah Primrose, future comtesse de Rosebery, en hérite, puis son mari et Premier ministre britannique (de 1894 à 1895) Archibald Primrose.

## Description
Mentmore Towers est situé 400 km à l'ouest de la vieille maison de Mentmore, construite au milieu du 18e siècle et acquise par le baron Meyer de Rothschild en 1850 des fiduciaires des filles de William Harcourt. La nouvelle maison est élevée de pierre de taille entre 1852 et 1854; le dessin s'inspire beaucoup de celui de Wollaton Hall. Dans la salle à manger, il y a des boiseries du 18e siècle apportées de l'Hôtel de Villars à Paris. Mentmore était l'une des premières maisons à avoir le chauffage central et l'eau chaude. Au centre de la maison est une grande salle surmontée d'une verrière, avec une arcade sur l'étage supérieur donnant sur le salon en bas. C'était la première maison de campagne en Angleterre dont la grande salle était utilisée comme un salon et une salle de réception dès le début.
Un jardin subtropical se forme en 1856 ainsi qu'un terrain d'agrément en 1874. Après la mort de Meyer de Rothschild en 1874, des jardins de fontaine, italiens, et herbacées ainsi qu'une volière sont ajoutés.

## Histoire
Pendant quelques années, le directeur du Victoria and Albert Museum, Roy Strong, tente de convaincre le gouvernement britannique d'acheter Mentmore pour utilisation comme une branche du musée, sans succès. À la veille de leur vente en 1977, les collections de la maison étaient superbes, avec des meubles et des œuvres d'art françaises et italiennes du 16e et 18e siècles et une formidable collection de peintures anglaises.
Mentmore appartient aux comtes de Rosebery jusqu'à ce qu'il soit vendu par le 7e comte de Rosebery en 1978. Après la mort du 6e comte en 1974, la maison et ses collections sont offerts au gouvernement pour £2 millions au lieu de l'impôt sur les successions, mais cet arrangement est refusé,. Le contenu de la maison est vendu par Sotheby's en mai 1977 ; à la fin du mois la vente avait permis de récolter £6 millions. En 1978, la maison est vendue au Collège Maharishi International pour £240,000. Dans les années 1990, une grande partie des jardins se transforme en terrain de golf.
La fondation Maharishi met en vente Mentmore en 1997, elle est vendue deux ans plus tard pour £3 millions. Le projet lors de son achat pour la transformer en hôtel de luxe n'a jamais été réalisé. La maison est actuellement (février 2023) sur le «registre d'héritage à risque» de Historic England,.

## Lieu de tournage

### Cinéma
- Brazil, 1985
- Slipstream, 1989
- Eyes Wide Shut, 1999
- Quills, la plume et le sang, 2000
- Le Retour de la momie, 2001
- Ali G (Ali G Indahouse), 2002
- Johnny English, 2003
- Batman Begins, 2005
- Infinite, 2021

### Clips
- Roxy Music, Avalon, 1982
- Enya Only If ..., 1997
- Spice Girls, Goodbye, 1998

### Télévision
- Inspecteur Morse, Cherubim and Seraphim